# Muž, který sázel stromy
Muž, který sázel stromy je novela z roku 1953 o síle ducha od francouzského spisovatele Jeana Giona. Byla přeložena do mnoha jazyků včetně češtiny. Podle příběhu byl natočen stejnojmenný animovaný film, patřící k nejlepším dílům světové kinematografie,[zdroj⁠?!] a který znamenal přelom ve francouzském animovaném filmu.

## Příběh
Příběh je vyprávěn z pohledu mladého muže, který se vydává na pouť do pustých francouzských alpských zákoutí. Zprvu popisuje bezútěšnost a nehostinnost těchto končin. Po několika dnech v pustině nemohl najít vodu a když už ztrácel naději, narazil na pastevce ovcí, který mu pomohl a u kterého pak přenocoval. Vyzařoval z něho klid a vyrovnanost. Jmenoval se Elzéard Bouffier.
I když pastevec mluvil jen málo, dozvěděl se od něj o stavu lidí, kteří žili ve zdejších roztroušených vesnicích. Samota a obtížnost života v té pustině je doháněla až k šílenství. Dozvěděl se od něj také, že pastevec kdysi žil na statku, než ztratil jediného syna a ženu. Od té doby žije sám v malém kamenném domě a sází stromy. Sázel je každý den, v pustině, kde předtím nebylo nic. Každým rokem jich vzešlo tak asi deset tisíc. Sázel duby, buky i břízy.
Vyprávějící muž pak odešel a o rok později vypukla 1. světová válka, ve které bojoval pět let. Po návratu z vojny se rozhodl vypravit se opět do oněch krajů. Když se opět setkal s Elzéardem Bouffierem, zjistil, že už nechová tolik ovcí, ale má včely, protože ovce okusovaly mladé stromky, a také, že se vlastně o válku vůbec nestaral – sázel stromy. Díky jeho usilovné práci už rostl krásný les, díky kterému se tam opět začala vracet vláha a život. I když se potýkal s mnohými zklamáními a nezdary (všechny vysazené javory uhynuly), ve své činnosti neochvějně pokračoval dál.
Postupem času si lidé z okolí zvykli na změny a přičítali je přírodě. Les se postupně rozrostl do několika desítek kilometrů a dokonce se na něj přišla podívat i úřední komise, která nakonec dala tento „přírodní les“ pod ochranu státu.
Stromy byly pak ohroženy za 2. světové války v roce 1939 – jezdilo se totiž na dřevný plyn, naštěstí ale byly příliš daleko od silniční sítě, aby se vyplatilo je pokácet.
Díky úsilí tohoto muže se kraj změnil k nepoznání – příroda se obnovila, vrátili se tam lidé a začali opět normálně žít.
Příběh dokazuje, že skromností a vytrvalou a neúnavnou pílí dokáže člověk – jednotlivec velké věci – dosáhne užitečného naplnění svého života: pomoci přírodě a ostatním lidem.

## Postavy
- Elzéard Bouffier – obrovské vnitřní odhodlání, nalezl smysl svého života a tím pádem i svoje čiré a nezkažené štěstí.

## Původ příběhu
Ačkoli je příběh vyprávěn z první osoby jako vzpomínka, jedná se o fiktivní dílo. Giono sám byl za svého života rád, že se mu podařilo vytvořit tak živoucí postavu, jakou byl Elzéard Bouffier, a bavil se tím, že lidé věří, že skutečně existoval. Jeho dcera zas tvrdila, že se jedná o „starý rodinný příběh“. V roce 1957 však Giono sám napsal úředníkovi z města Digne:
„Musím Vás zklamat, ale Elzéard Bouffier je fiktivní postava. Cílem bylo zatraktivnit stromy, nebo ještě lépe, zatraktivnit sázení stromů.“
Ve stejném dopise popisuje, jak byla kniha přeložena do mnoha jazyků, zdarma šířena a že cíl byl tedy naplněn. Dodává, že ačkoli mu nepřinesla ani cent, je to jeden z textů, na které je nejvíce hrdý.

## Adaptace
- kanadský animovaný film Muž, který sázel stromy (1987)
- CD s hudbou Bratří Ebenů (2008), novelu čte Marek Eben
- Divadelní představení ostravského Národního divadla moravskoslezského[1] (2020)